# Pariahhund
En pariahhund var oprindeligt navnet for vilde hunde i Indien, men er sidenhen blevet betegnelsen for alle vilde hunde der lever nær landsbyer, hvor de søger efter mad men sjældent direkte er i kontakt med mennesker. Ordet pariah kommer fra det tamilske udtryk "paraiyar" som betyder handelsrejsende/omstrejfende og refererer til en tamilsk kaste af uren eller lav rang.
| Hund | Spire Denne hunderelaterede artikel er en spire som bør udbygges. Du er velkommen til at hjælpe Wikipedia ved at udvide den. |